# Garagarza (Mondragón)

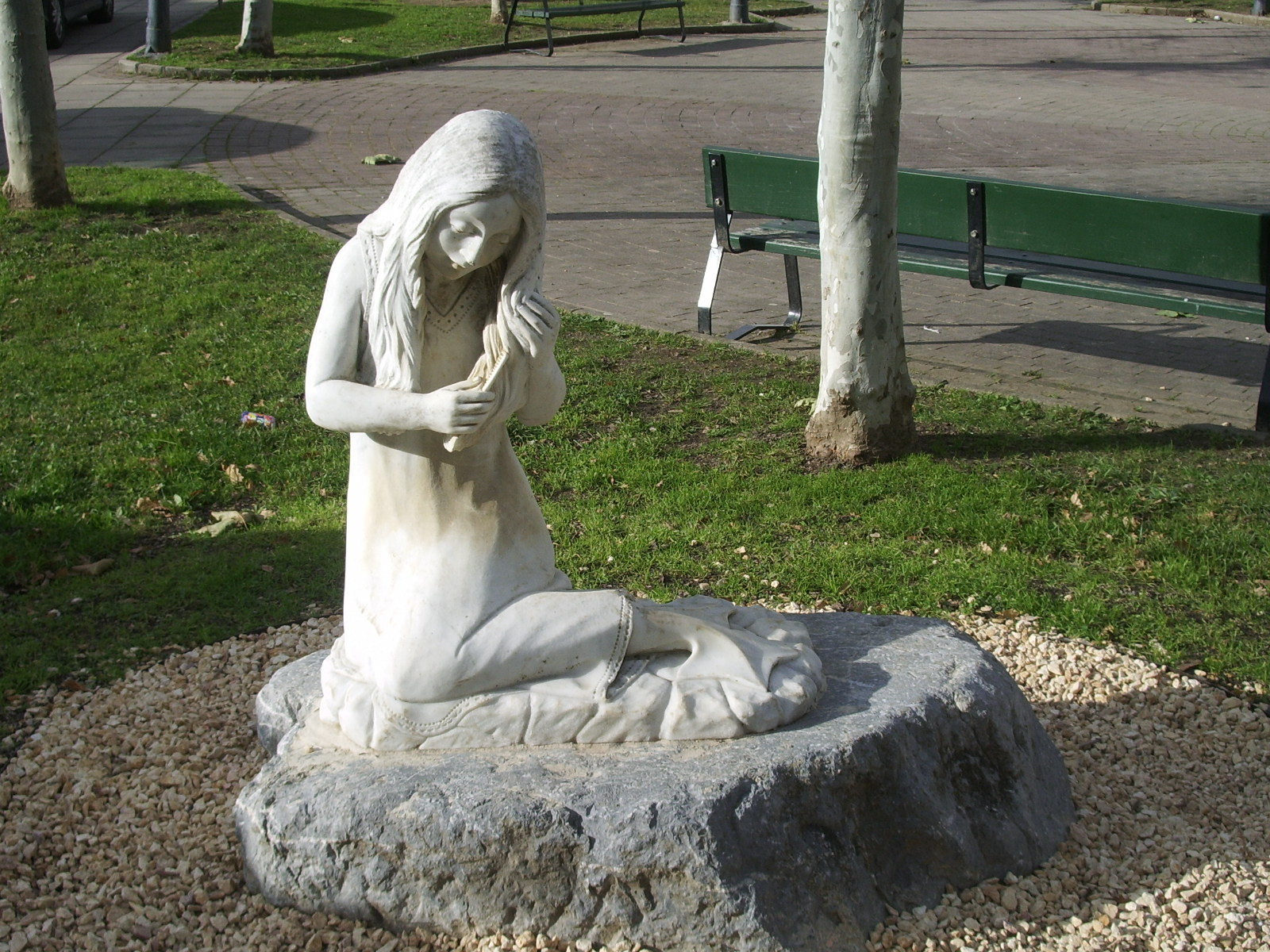
En la plaza del barrio hay una escultura de un laminado de mármol blanco

Garagarza (oficialmente y en euskera Garagartza) es un barrio de la localidad de Mondragón, en Guipúzcoa, País Vasco (España).
La cueva Lezetxiki se encuentra en este barrio.

## Demografía
| 2000 | 2001 | 2002 | 2003 | 2004 | 2005 | 2006 | 2007 | 2016 |
| ---- | ---- | ---- | ---- | ---- | ---- | ---- | ---- | ---- |
| 158  | 196  | 226  | 222  | 226  | 228  | 218  | 222  | 205  |